# Simone Dallamano
Simone Dallamano (ur. 25 listopada 1983 w Brescii) – włoski piłkarz występujący na pozycji obrońcy.

## Kariera klubowa
Simone Dallamano jest wychowankiem Brescii. Zanim jednak zadebiutował w barwach pierwszej drużyny, spędził od roku 2001 trzy sezony na wypożyczeniu: w Mantovie, Prato i Lumezzane. Potem powrócił do drużyny Brescii, gdzie rozegrał pierwszy mecz w Serie A – 19 września 2004 przeciw Lecce. Przez pięć kolejnych sezonów jego klub występował w Serie B, do najwyższej włoskiej ligi Brescia powróciła w 2010 roku. Dallamano doczekał się także pierwszego gola w lidze, strzelił go 12 września 2010, w wygranym 3:2 meczu z US Palermo.

## Kariera reprezentacyjna
Simone Dallamano ma również na swoim koncie trzy występy w reprezentacji Włoch do lat 21.